# L'idiota (opera)
L'idiota è il titolo di un'opera lirica in tre atti e sette quadri musicata dal compositore italiano Luciano Chailly su libretto di Gilberto Loverso derivato dall'opera omonima - appunto L'idiota - di Fëdor Michajlovič Dostoevskij.
È stata rappresentata per la prima volta il 14 febbraio 1970 al Teatro dell'Opera di Roma.
Il libretto è stato pubblicato da G. Ricordi & C. a Milano nel 1968 e pubblicato in stampa due anni dopo. Dell'opera esiste una riduzione per canto e pianoforte di Edoardo Micucci e Rosario Lacerenza con la supervisione dello stesso Chailly.
Copie degli originali sono depositate presso la Biblioteca Nazionale Centrale di Firenze, la Biblioteca Comunale di Treviso, la Biblioteca della Fondazione Giorgio Cini di Venezia, la Biblioteca Ariostea di Ferrara e la Biblioteca dell'Archivio del Teatro Municipale Romolo Valli di Reggio Emilia.

## Storia
Chailly maturò l'idea di comporre un'opera lirica sul tema dell'opera dostoevskiana già a fine anni cinquanta, quando fu chiamato a scrivere le musiche che dovevano servire da colonna sonora per lo sceneggiato televisivo L'idiota, scritto e interpretato da Giorgio Albertazzi e diretto dal regista Giacomo Vaccari.
Nei medesimi anni il lavoro di Dostoevskij era stato motivo di ispirazione anche per Hans Werner Henze riguardo musiche da balletto e per il compositore statunitense John Eaton che ne aveva ricavato le note di accompagnamento dell'atto unico televisivo Myskhkin.
Non trovando un librettista adeguato, dovette accantonare, sia pure momentaneamente, il progetto, per riprenderlo poi una decina di anni dopo in occasione della sua collaborazione con la Rai - Radiotelevisione italiana. Fu in quella sede che incontrò Gilberto Loverso, che all'epoca era, fra le altre cose, un dirigente e produttore televisivo nonché commediografo e musicista per diletto.
Occorsero due anni perché i due portassero in porto il progetto.
Composta intorno al 1968, l'opera andò in scena per la prima volta all'Opera di Roma. Avrebbe dovuto essere rappresentata al teatro alla Scala di Milano, ma la nomina di Chailly alla sovrintendenza del teatro milanese fece optare per quello romano, che ne aveva richiesto la messa in scena.

## Caratteristiche dell'opera
Come evidenzia il Dizionario dell'opera Chailly stesso ha spiegato di aver preso a modello per quest'opera la struttura del Wozzeck di Alban Berg, "alternando in ogni atto pagine di recitativi e declamati con episodi formalizzanti (scherzo, toccata, aria, salmo, fuga), che avevano a loro volta [nell'opera di Berg] lo scopo di garantire che le situazioni, inquadrate dalle strutture, avessero compiutezza e logica".
Sono stati inoltre utilizzati anche inserti di musica elettronica per sottolineare "l'evasione dalla normalità" (ad es. nell'attacco epilettico del primo atto, nel sogno del secondo atto e per sottolineare l'alienazione del protagonista, il Principe Myškin, nel terzo atto).

## Trama
La trama è sufficientemente aderente a quella dell'opera originaria di Dostoevskij. Il protagonista, il principe Myškin, è in apparenza guarito dai disturbi mentali che lo affliggono e rientra a Pietroburgo dalla Svizzera. Aglaja Ivanova e Nastasja Filippovna Baraskova sono le due figure femminili che si contendono il suo amore.
Il principe è affascinato da Nastasja, donna equivoca corteggiata dal mercante Rogozin, che accetta di sposarlo, salvo avere un repentino ripensamento proprio nel giorno delle nozze. In realtà, la sua decisione è sofferta e meditata ed il suo scopo è quello di preservare il buon nome dell'amante che rischia di essere compromesso dal matrimonio con una donna discussa. Fugge così con l'altro spasimante, Rogozin, il quale in un raptus omicida la uccide.
Myškin, davanti al cadavere dell'amata ricade preda della follia mentre all'assassino non resta che confessare il proprio delitto.

## Interpreti e ruoli della prima rappresentazione
Questi gli interpreti della prima rappresentazione de L'idiota di Chailly avvenuta al Teatro dell'Opera di Roma il 14 febbraio 1970:
Direttore d'orchestra Nino Sanzogno, regia di Sandro Sequi:
- Boris Carmeli - Generale Ivan Fedorovic Epancin
- Fedora Barbieri - Lizaveta Prokofievna Epancina
- Franca Fabbri - Aglaja Ivanova
- Giovanna di Rocco - Aleksandra Ivanovna
- Giuseppina Milardi - Adelaida Ivanovna
- Gino Sinimberghi - Gavrila Ardalionyc Ivolgin
- Lajos Kozma - Principe Lev Nikolaijevic Myskin
- Mario Basiola jr. - Generale Ardalion Aleksandrovic Ivolgin
- Mirella Parutto - Nastasja Filippovna Baraskova
- Claudio Strudthoff - Parfen Rogozin (baritono)
- Ettore Geri - Evgenij Pavlovic Radomskij (basso)
- La donna senza volto - Loretta Savina
- Amici, servitori, passanti, ufficiali, fedeli